# The Shakiest Gun in the West
Pour plus de détails, voir Fiche technique et Distribution.
The Shakiest Gun in the West est un film américain réalisé par Alan Rafkin et sorti en 1968.

## Synopsis
Un dentiste parcourt l'ouest sauvage avec l'aide d'un bandit reconverti.

## Fiche technique
- Titre : The Shakiest Gun in the West
- Réalisation : Alan Rafkin
- Scénario :  Jim Fritzell, Everett Greenbaum
- Genre : Westen, comédie
- Lieu de tournage : Studios Universal
- Image : Andrew Jackson
- Musique : Vic Mizzy
- Montage : Tony Martinelli
- Société de production : Universal Pictures
- Durée : 101 minutes
- Date de sortie :
  - États-Unis : 10 juillet 1968

## Distribution
- Don Knotts : Dr Jesse W. Heywood
- Barbara Rhoades : Penelope 'Bad Penny' Cushings
- Jackie Coogan : Matthew Basch
- Burt Mustin : le vieux Artimus
- Don 'Red' Barry : Révérend Zachary Gant
- Ruth McDevitt : Olive
- Frank McGrath :  M. Remington
- Terry Wilson : Welsh
- Carl Ballantine : Abel Swanson
- Claudia Bryar : Mme Remington